# Evezés az 1900. évi nyári olimpiai játékokon
Az 1900. évi nyári olimpiai játékokon az evezésben öt versenyszámban osztottak érmeket.

## Éremtáblázat
(A rendező ország csapata eltérő háttérszínnel, az egyes számoszlopok legmagasabb értéke, vagy értékei vastagítással kiemelve.)
| Az 1900. évi nyári olimpiai játékok éremtáblázata evezésben | Az 1900. évi nyári olimpiai játékok éremtáblázata evezésben | Az 1900. évi nyári olimpiai játékok éremtáblázata evezésben | Az 1900. évi nyári olimpiai játékok éremtáblázata evezésben | Az 1900. évi nyári olimpiai játékok éremtáblázata evezésben | Olimpia  |
| ----------------------------------------------------------- | ----------------------------------------------------------- | ----------------------------------------------------------- | ----------------------------------------------------------- | ----------------------------------------------------------- | -------- |
|                                                             | Ország                                                      | Arany                                                       | Ezüst                                                       | Bronz                                                       | Összesen |
| 1.                                                          | Franciaország (FRA)                                         | 2                                                           | 3                                                           | 1                                                           | 6        |
| 2.                                                          | Hollandia (NED)                                             | 1                                                           | 1                                                           | 1                                                           | 3        |
| 3.                                                          | Németország (GER)                                           | 1                                                           | 0                                                           | 2                                                           | 3        |
| 4.                                                          | Egyesült Államok (USA)                                      | 1                                                           | 0                                                           | 0                                                           | 1        |
|                                                             |                                                             |                                                             |                                                             |                                                             |          |
| 5.                                                          | Belgium (BEL)                                               | 0                                                           | 1                                                           | 0                                                           | 1        |
|                                                             |                                                             |                                                             |                                                             |                                                             |          |
| 6.                                                          | Nagy-Britannia (GBR)                                        | 0                                                           | 0                                                           | 1                                                           | 1        |
|                                                             |                                                             |                                                             |                                                             |                                                             |          |
| Összesen                                                    | Összesen                                                    | 5                                                           | 5                                                           | 5                                                           | 15       |

## Érmesek
| Az 1900. évi nyári olimpiai játékok érmesei férfi evezésben | | | |
| Versenyszám                                                 | Arany | Ezüst | Bronz |
| Egypárevezős                                                | Henri Barrelet · Franciaország (FRA) · 7:35,6 | André Gaudin · Franciaország (FRA) · 7:41,6 | George St. Ashe · Nagy-Britannia (GBR) · 8:15,6 |
| Kormányos kettes                                            | Hollandia (NED) · Francois Brandt · Roelof Klein · Hermanus Brockmann · 7:34,2                                                                                           | Franciaország (FRA) · Lucien Martinet · Waleff · ismeretlen · 7:34,4 | Franciaország (FRA) · Carlos Deltour · Antoine Vedrenne · Raoul Paoli · 7:57,2 |
| Kormányos négyes                                            | Franciaország (FRA) · Henri Bouckaert · Jean Cau · Émile Delchambre · Henri Hazebrouck · Charlot (kormányos) · 7:16,8                                                    | Franciaország (FRA) · Georges Lumpp · Charles Perrin · Daniel Soubeyran · Émile Wegelin · ismeretlen kormányos · 7:23,8                                                                                  | Németország (GER) · Wilhelm Carstens · Julius Körner · Adolf Möller · Hugo Rüster · Gustav Moths · 7:47,2                                                                                      |
| Kormányos négyes                                            | Németország (GER) · Gustav Goszler · Oskar Goszler · Walter Katzenstein · Waldemar Tietgens · Carl Goszler · 7:11,0                                                      | Hollandia (NED) · Coenraad Hiebendaal · Geert Lotsij · Paul Lotsij · Johannes Terwogt · Hermanus Brockmann · 7:18,0                                                                                      | Németország (GER) · Ernst Felle · Otto Fickeisen · Carl Lehle · Hermann Wilker · Franz Kröwerath · 7:18,2                                                                                      |
| Nyolcas                                                     | Egyesült Államok (USA) · William Carr · Harry DeBaecke · John Exley · John Geiger · Edwin Hedley · James Juvenal · Roscoe Lockwood · Edward Marsh · Louis Abell · 6:09,8 | Belgium (BEL) · Jules de Bisschop · Prospère Bruggeman · Oscar de Somville · Oscar de Cock · Maurice Hemelsoet · Marcel van Crombrugge · Frank Odberg · Maurice Verdonck · Alfred van Landeghem · 6:13,8 | Hollandia (NED) · François Brandt · Johannes van Dijk · Roelof Klein · Ruurd Leegstra · Walter Middelberg · Hendrik Offerhaus · Walter Thijssen · Henricus Tromp · Hermanus Brockmann · 6:23,0 |